# Scythrophanes stenoptera
Scythrophanes stenoptera är en fjärilsart som beskrevs av Turner 1926. Scythrophanes stenoptera ingår i släktet Scythrophanes och familjen tandspinnare. Inga underarter finns listade.